# Vinaya Sungkur
Vinaya Sungkur là một nữ diễn viên người Mauritius, người được đề cử cho Giải thưởng Học viện Điện ảnh Châu Phi cho Nữ diễn viên xuất sắc nhất trong vai phụ trong vai "Savita" trong Les enfants de Troumaron vào năm 2014.

## Sự nghiệp
Vào tháng 1 năm 2015, cô đã được báo cáo là một trong những người dẫn chương trình The Vagina Monologues. Vào tháng 11 năm 2015, cô đã diễn xuất trong Sous la Varangue, đây là một vở kịch hài dựa trên văn học Mauriti. Năm 2012, Sungkur đóng vai chính trong The Children of Traumaron, bộ phim của đạo diễn Harrikrisna Anenden và Sharvan Anenden, được chiếu tại Liên hoan phim Hamburg 2013. Trong phim, cô vào vai "Savita", một cô gái trẻ cố gắng sống sót ở thành phố Port-Louis. Trong phim, "Sadiq", "Loius", "Savita" và "Clelio" tham gia bán dâm và các công việc khác có nghĩa là để tồn tại, cho đến khi phải trả giá bằng mạng sống của một trong số họ. Sau đó, họ quyết định rời khỏi thành phố. Bộ phim dựa trên một cuốn tiểu thuyết của Ananda Devi. Vai diễn của cô đã mang lại cho cô một đề cử Giải thưởng Điện ảnh Châu Phi cho nữ diễn viên phụ xuất sắc nhất. Tại Liên hoan phim và truyền hình Panafrican năm 2013 của Ouagadougou, bộ phim đã giành giải thưởng "Giải thưởng Oumarou Ganda cho tác phẩm đầu tay hay nhất".

## Cuộc sống cá nhân
Sungkur là cựu sinh viên của Sorbonne Nouvelle.